# Liste der Kulturgüter in Val-de-Charmey
Die Liste der Kulturgüter in Val-de-Charmey enthält alle Objekte in der Gemeinde Val-de-Charmey im Kanton Freiburg, die gemäss der Haager Konvention zum Schutz von Kulturgut bei bewaffneten Konflikten, dem Bundesgesetz vom 20. Juni 2014 über den Schutz der Kulturgüter bei bewaffneten Konflikten sowie der Verordnung vom 29. Oktober 2014 über den Schutz der Kulturgüter bei bewaffneten Konflikten unter Schutz stehen.
Objekte der Kategorien A und B sind vollständig in der Liste enthalten, Objekte der Kategorie C fehlen zurzeit (Stand: 1. Januar 2023).

## Kulturgüter
| Foto | | Objekt | Kat. | Typ | Standort                                                                      | Beschreibung |
| ---- | --- | --- | ---- | --- | ----------------------------------------------------------------------------- | --- |
| ja   | Datei hochladen · Wikidata zu Kartause La Valsainte (Q376486)                                                     | Kartause La Valsainte / Chartreuse de la Valsainte KGS-Nr.: 01973                                                                                             | A    | G   | Cerniat, Route de la Valsainte 120, 122, 122a-d, 122f, 122h-g 580889 / 166487 | Umfasst Kapelle Notre-Dame-de-Compassion, Kirche Notre-Dame-de-l’Immaculée-Conception, Zellen und Nebengebäude. |
| ja   | Datei hochladen · Wikidata zu Alphütte (Q29479254)                                                                | Alphütte / Chalet d’alpage KGS-Nr.: 01980 | A    | G   | Charmey, Chemin de la Monse 111 578400 / 162091                               | |
| ja   | Datei hochladen · Wikidata zu Alphütte (Q29479256)                                                                | Alphütte / Chalet d’alpage KGS-Nr.: 01981 | A    | G   | Charmey, Le Lapé 320 583890 / 157060                                          | |
| BW   | Datei hochladen · Wikidata zu Les Arolles und Petit Mont, mittelsteinzeitlicher Abri und Fundstellen (Q126282632) | Les Arolles und Petit Mont, mittelsteinzeitlicher Abri und Fundstellen / Les Arolles et Petit Mont, abri mésolithique et points de découvertes KGS-Nr.: 16337 | A    | G   | 583970 / 156630                                                               | |
| BW   | Datei hochladen · Wikidata zu Herberge de l'Etoile (Q29698561)                                                    | Gasthof L’Etoile / Auberge de l’Etoile KGS-Nr.: 01976 | B    | G   | Charmey, Route du Centre 21 578965 / 163168                                   | |
| ja   | Datei hochladen · Wikidata zu Pfarrkirche St-Laurent, mit Beinhaus und Oratorium (Q29698708)                      | Pfarrkirche St-Laurent, mit Beinhaus und Oratorium / Église paroissiale St-Laurent, avec ossuaire et oratoire KGS-Nr.: 01977                                  | B    | G   | Charmey, Rue du Centre 18, 18a, 18b 578880 / 163140                           | |
| BW   | Datei hochladen · Wikidata zu Bauernhaus Remy (Q29698831)                                                         | Bauernhaus Remy / Ferme Remy KGS-Nr.: 01979 | B    | G   | Charmey, Village d'en Haut 37 579219 / 163191                                 | |
| BW   | Datei hochladen · Wikidata zu Brücke über den Javro - Teil Val-de-Charmey (Q29698862)                             | Brücke über den Javro / Pont sur le Javroz KGS-Nr.: 09947 | B    | G   | Charmey, Route du Pont-du-Javro 577879 / 163401                               | Objekt liegt hälftig auf dem Gemeindegebiet von Val-de-Charmey und von Crésuz (KGS-Nr. 17245)                   |
| BW   | Datei hochladen · Wikidata zu Haus Mossu (Q29698847)                                                              | Haus Mossu / Maison Mossu KGS-Nr.: 10716 | B    | G   | Charmey, Route du Centre 19 578944 / 163185                                   | |
| ja   | Datei hochladen · Wikidata zu Kapelle Sainte-Anne (Q29698594)                                                     | Kapelle Sainte-Anne / Chapelle Sainte-Anne KGS-Nr.: 12325 | B    | G   | Charmey, Route Derrière-la-Roche 101 579248 / 163891                          | |
| ja   | Datei hochladen · Wikidata zu Kapelle Saint-Garin (Q29698609)                                                     | Kapelle Saint-Garin / Chapelle Saint-Garin KGS-Nr.: 12326 | B    | G   | Charmey, Pré de l’Essert 505 583035 / 166163                                  | |
| ja   | Datei hochladen · Wikidata zu Kapelle Saint-Jean-Baptiste (Q29698626)                                             | Kapelle Saint-Jean-Baptiste / Chapelle Saint-Jean-Baptiste KGS-Nr.: 12327                                                                                     | B    | G   | Charmey, Route du Pra 33 578836 / 163518                                      | |
| ja   | Datei hochladen · Wikidata zu Kapelle Saint-Pierre (Q29698644)                                                    | Kapelle Saint-Pierre / Chapelle Saint-Pierre KGS-Nr.: 12328                                                                                                   | B    | G   | Charmey, Route du Pont-du-Javro 7 578551 / 163306                             | |
| BW   | Datei hochladen · Wikidata zu Herrenhaus bekannt als Château de la Corbetta (Q29698661)                           | Herrenhaus, genannt Château de la Corbetta / Maison de maître dite Château de la Corbetta KGS-Nr.: 12329                                                      | B    | G   | Charmey, Chemin du Lac 4 578531 / 163285                                      | |
| ja   | Datei hochladen · Wikidata zu Pfarrhaus (Q29698677)                                                               | Pfarrhaus / Cure KGS-Nr.: 12330 | B    | G   | Charmey, Route du Centre 17 578936 / 163180                                   | |
| ja   | Datei hochladen · Wikidata zu Kapelle Sainte-Trinité (Q29698578)                                                  | Kapelle Sainte-Trinité / Chapelle Sainte-Trinité KGS-Nr.: 12387                                                                                               | B    | G   | Cerniat, Route de Cerniat 60 578103 / 164028                                  | |
| ja   | Datei hochladen · Wikidata zu Pfarrkirche Saints-Jean-et-Paul (Q29698692)                                         | Pfarrkirche Saints-Jean-et-Paul / Église paroissiale Saints-Jean-et-Paul KGS-Nr.: 12388                                                                       | B    | G   | Cerniat, Route de Cerniat 19 578414 / 164637                                  | |
| BW   | Datei hochladen · Wikidata zu Bauernhof von Mestral Jacques Chappalley (Q29698768)                                | Bauernhof von Mestral Jacques Chappalley / Ferme du métral Jacques Chappalley en 1756 KGS-Nr.: 12401                                                          | B    | G   | Charmey, Route du Centre 36 579062 / 163071                                   | |
| BW   | Datei hochladen · Wikidata zu Bauernhaus. (Q29698782)                                                             | Bauernhaus / Ferme KGS-Nr.: 12402 | B    | G   | Charmey, Les Ciernes 7 579156 / 164195                                        | |
| BW   | Datei hochladen · Wikidata zu Haus von Marie-Anne Pettolaz-Barras von 1812 (Q29698737)                            | Haus von Marie-Anne Pettolaz-Barras / Maison de Marie-Anne Pettolaz-Barras KGS-Nr.: 12403                                                                     | B    | G   | Charmey, Route Derrière-la-Roche 57 579209 / 163724                           | |
| BW   | Datei hochladen · Wikidata zu Bauernhaus Pettolaz (Q29698800)                                                     | Bauernhaus Pettolaz / Ferme Pettolaz KGS-Nr.: 12404 | B    | G   | Charmey, Le Liderrey 1 579285 / 163765                                        | |
| BW   | Datei hochladen · Wikidata zu Bauernhaus von Marie-Antoinette Repond-Overney (Q29698723)                          | Bauernhaus von Marie-Antoinette Repond-Overney / Ferme de Marie-Antoinette Repond-Overney KGS-Nr.: 12405                                                      | B    | G   | Charmey, Le Liderrey 71 579661 / 163970                                       | |
| BW   | Datei hochladen · Wikidata zu Doppelhaus des Salzhändlers François Remy (Q29698815)                               | Doppelhaus des Salzhändlers François Remy / Maison double du négociant en sel François Remy KGS-Nr.: 12406                                                    | B    | G   | Charmey, Le Clos 9 579186 / 163052                                            | |